# رومانوفکا (استان آمور)
رومانوفکا (به لاتین: Romanovka) یک منطقهٔ مسکونی در روسیه است که در استان آمور واقع شده‌است.